# Скуратовський Анатолій Кирилович
Скурато́вський Анато́лій Кири́лович (9 червня 1942, Житомирська область, СРСР) — радянський та український вчений у галузі технології машинобудування, кандидат технічних наук, доцент кафедри лазерної техніки та фізико-технічних технологій НТУУ «КПІ». Науковий напрямок — трибологічні дослідження конструкційних матеріалів та розробка нових способів і обладнання для підвищення експлуатаційних характеристик деталей машин. Автор понад 200 наукових публікацій, методичних розробок та патентів. За значні досягнення в науці та винахідництві і особистий внесок у підготовку кваліфікованих спеціалістів удостоєний нагрудних знаків «Відмінник освіти України» і «Творець» та почесного звання «Заслужений винахідник НТУУ „КПІ“», став Лауреатом Премії НТУУ «КПІ» за розробку промислової технології виготовлення бурильних долот, нагороджений пам'ятною медаллю «50 років космонавтиці» за створення передових технологій для ракетно-космічної техніки. Також, він є володарем численних Почесних Грамот, Відзнак та Подяк.

## Життєпис
Анатолій Скуратовський народився у Житомирській області, де й розпочав у 1959 році свій трудовий шлях у галузі освіти в одній з місцевих середніх шкіл. Після закінчення у 1966 році Київського політехнічного інституту нерозривно пов'язав своє життя з роботою у цьому навчальному закладі, куди був направлений за розподілом. Протягом всього періоду викладання вів активну наукову, винахідницьку та суспільну роботу, постійно залучав студентів до наукової творчості. Анатолій Кирилович неодноразово брав участь у Цільових комплексних науково-технічних програмах за постановами Ради Міністрів України та Держстандарту, у виконанні яких досяг значних успіхів. Його винаходи та розробки отримали широке застосування у промисловості, використовувались в авіаційно- космічній галузі, а також при створенні Державних стандартів, методик розрахунків і навчальних фільмів на Київській студії науково-популярних фільмів. Анатолій Кирилович був членом Науково-Методичної комісії Мінвузу України, Головою Ради ПО НТТ «Машпром», секретарем і головою експертно-консультативної комісії з питань інтелектуальної власності при департаменті науки й інноватики НТУУ «КПІ», займався написанням історичних нарисів «Механіко-машинобудівний інститут».

## Нагороди та відзнаки
- Заслужений винахідник НТУУ «КПІ»
- Лауреат премії НТУУ «КПІ»
- Нагрудний знак «Відмінник освіти України»
- Нагрудний знак «Творець»
- Нагрудний знак «Изобретатель СССР»
- Медаль «Ветеран праці»
- Медаль «В пам'ять 1500-річчя Києва»
- Кавалер пам'ятної медалі «50 років космонавтиці»[2]

## Праці
- Радько, О. В.,Скуратовський А. К. Поліфункціональне модифікування поверхневих шарів сталі Р6М5 термоциклічним іонно-плазмовим азотуванням у пульсуючому тліючому розряді [Архівовано 24 жовтня 2017 у Wayback Machine.] // Міжнародна наукова конференція «Матеріали для роботи в екстремальних умовах — 6», 1 — 2 грудня 2016 року, м. Київ. — Київ: КПІ ім. Ігоря Сікорського, 2016. — С. 135. — Бібліогр.: 2 назви.
- Англо-українсько-російський словник з деталей машин для студентів галузі знань 0505 «Машинознавство та металообробка» [Архівовано 24 жовтня 2017 у Wayback Machine.] [Електронний ресурс] / НТУУ «КПІ» ; уклад. А. К. Скуратовський, І. О. Мікульонок, І. М. Литовченко. — Електронні текстові дані (1 файл: 4,25 Мбайт). — Київ: НТУУ «КПІ», 2013. — 169 с.
- Російсько-українсько-англійський словник з деталей машин для студентів галузі знань 0505 «Машинознавство та металообробка» [Архівовано 24 жовтня 2017 у Wayback Machine.] [Електронний ресурс] / НТУУ «КПІ» ; уклад. А. К. Скуратовський, І. О. Мікульонок, І. М. Литовченко. — Електронні текстові дані (1 файл: 4,28 Мбайт). — Київ: НТУУ «КПІ», 2013. — 169 с.
- Українсько-англо-російський словник з деталей машин для студентів галузі знань 0505 «Машинознавство та металообробка» [Архівовано 24 жовтня 2017 у Wayback Machine.] [Електронний ресурс] / НТУУ «КПІ» ; уклад. А. К. Скуратовський, І. О. Мікульонок, І. М. Литовченко. — Електронні текстові дані (1 файл: 4,28 Мбайт). — Київ: НТУУ «КПІ», 2013. — 169 с.
- Скуратовський А. К. Валентин Михайлович Бережков — людина дивовижної долі [Архівовано 24 жовтня 2017 у Wayback Machine.] / А. К. Скуратовський, В. В. Янковий // Сторінки історії: збірник наукових праць. — 2013. — Вип. 35. — С. 196—202. — Бібліогр.: 3 назви.
- Скуратовський А. К. Конструкції механічних муфт [Архівовано 24 жовтня 2017 у Wayback Machine.]. Навчальний наочний посібник [Електронний ресурс].- Київ: НТУУ «КПІ». — 2012.-66 с
- Скуратовський А. К. Вплив попередньої термічної обробки на мікротвердість та зносостійкість іонноазотованих сталевих матеріалів [Архівовано 24 жовтня 2017 у Wayback Machine.] / А. К. Скуратовський, О. В. Радько, О. А. Корнієнко // Вісник НТУУ «КПІ». Машинобудування: збірник наукових праць. — 2011. — № 63. — С. 167—170. — Бібліогр.: 10 назв.
- Скуратовський А. К., Корсун Г. О., Литовченко І. М. Українсько-англійський словник — довідник термінів і визначень з машинобудування для студентів напрямів підготовки інженерна механіка та прикладна механіка [Електронний ресурс].- Київ: НТУУ «КПІ», 2011. — 160 с.
- Українсько-англійський словник ілюстрованих термінів та визначень з машинознавства для студентів машинобудівних спеціальностей [Архівовано 24 жовтня 2017 у Wayback Machine.] [Електронний ресурс] / НТУУ «КПІ» ; уклад. А. К. Скуратовський, В. М. Гейчук, І. М. Литовченко. — Електронні текстові дані (1 файл: 4,96 Мбайт). — Київ: НТУУ «КПІ», 2011.
- Механіко-машинобудівний інститут: Нарис історії/ За заг. ред. М. І. Бобиря, А. К. Скуратовського. — 3-є вид., змін. і доп. — К.: НТУУ «КПІ», 2010. — 268 с.
- Мірненко, В. І. Корозійна стійкість сталі 38Х2МЮА після іонноазотуючої обробки [Архівовано 24 жовтня 2017 у Wayback Machine.] / В. І. Мірненко, А. К. Скуратовський, О. В. Радько // Вісник НТУУ «КПІ». Машинобудування: збірник наукових праць. — 2010. — № 58. — С. 269—272. — Бібліогр.: 9 назв.
- Скуратовський А. К., Радько О. В. Абразивна стійкість сталі 38Х2МЮА після іонноазотуючої обробки [Архівовано 24 жовтня 2017 у Wayback Machine.] //Вісник НТУУ «КПІ». Серія машинобудування.- К.: НТУУ «КПІ». — 2010.- №. 59.- С. 158—160.
- [Архівовано 24 жовтня 2017 у Wayback Machine.] Вплив залишкових напружень в іонноазотованому поверхневому шарі на зносостійкість сталі 30ХГСА / Б. А. Ляшенко, А. К. Скуратовський, О. В. Радько, А. В. Рутковський // Вісник НТУУ «КПІ». Машинобудування: збірник наукових праць. — 2009. — № 56. — С. 50–55. — Бібліогр.: 7 назв.
- Вплив параметрів імпульсного газотермоциклічного іонного азотування на характеристики сталевих матеріалів [Архівовано 24 жовтня 2017 у Wayback Machine.] / Б. А. Ляшенко, А. К. Скуратовський, О. В. Радько, Ю. П. Целіщев // Вісник НТУУ «КПІ». Машинобудування: збірник наукових праць. — 2009. — № 57. — С. 97–101. — Бібліогр.: 5 назв.
- Ляшенко Б. А., Скуратовський А. К., Радько О. В. Триботехнічні властивості зміцнених газотермоциклічним азотуванням сталевих деталей авіаційної техніки. //Наукові вісті НТУУ «КПІ».- 2007.- № 5.- С.98-102.
- Рутковський А. В., Скуратовський А. К., Радько О. В. Характеристики матеріалів авіаційної техніки після газотермоциклічного азотування. //Проблеми тертя та зношування: К.: НАУ, 2007.- Вип. 48.-С. 101—111.
- Напарра-Волгина С. Г., Скуратовский А. К. Механические и триботехнические свойства износосойких горячештампованных сталей с гетерогенной структурой // Порошковая металлургия.- 1993, № 3, С.42-46.
- Golovko L, Skuratovskij. Increase of Tribotechnical Characteristics of Friction Surfaces by Selective Laser Cladding. // Laser Technologies in Welding and Materials Processing.- Kiev: E.O. Paton Electric Weldin Institute, Ukraine. — 2007. — S.38-42.
- Підвищення довговічності конструкційних елементів машин при використанні порошкових композиційних матеріалів типу ЖЧ25Х3 і ПС5ГШ / А. К. Скуратовський, М. М. Яхно (магістрант)// Наукові вісті НТУУ КПІ. – 2010. – № 6. – С. 98—102.
- Вплив попередньої термічної обробки на мікротвердість та зносостійкість іонноазотованих сталевих матеріалів / А. К. Скуратовський // Вестник национального технического университета Украины Киевский политехн. институт. Машиностроение. – 2011. – № 62. – С. 139. – 146.
- Скуратовський А. К. Формування якості поверхонь тертя з метою скорочення часу їх припрацювання та підвищення зносостійкості // Проблеми тертя та зношування наук.-техн. зб. К.: НАУ, 2011. – вип.56. – С.127-133.
- Скуратовський А. К. Підвищення абразивної стійкості сталі 30ХГСН2А шляхом застосування енергозберігаючих технологій поверхневого зміцнення /Проблеми тертя та зношування: наук.-техн.зб. – К.:НАУ,2012. – вип.58. – С.145-151.
- Скуратовський А. К. Методи неруйнівного контролю конструкцій із композиційних матеріалів // Системи озброєння і військова техніка: наук. журнал — Харківський університет Повітряних Сил ім. І. Кожедуба, Харків. – 2013 р. . – № 3(35). – С .111-116.
- Скуратовський А. К. Підвищення зносостійкості елементів бурильної колони вакуумним газотермоциклічним іонно-плазмовим азотуванням // Проблеми тертя та зношування-Наук.-техн. зб. К.:НАУ. – 2014. – Вип.64.
- Словник термінів з деталей машин (російсько — українсько — англійський) для студентів галузі знань 0505Машинознавство та металообробка / Укладачі: А. К. Скуратовський, І. О. Мікульонок, І. М. Литовченко. – К.: НТУУ КПІ, 2013. – 169 с. (електронне видання).
- Словник термінів із загального машинобудування й обладнання хімічних виробництв (російсько-англо-український) для студентів галузі знань 0505 Машинознавство та металообробка / Укл.: А. К. Скуратовський, І. М. Литовченко, Г. О. Корсун, І. О. М ікульонок . – К.: НТУУ КПІ, 2014. – 236 с.

## Патенти
- Головко Л. Ф., Скуратовський А. К., Лихошва В. П. Аналізатор лазерних пучків. Пат. України № 75580;опубл. 10.12.12 р., Бюл. № 23
- Головко Л. Ф., Скуратовський А. К., Установка для лазерної обробки. Пат. України № 73493; опубл.25.09.12 р., Бюл.№ 18.
- Головко Л. Ф., Скуратовський А. К., Новіков М. В. Спосіб виготовлення тонколистових конструкцій підвищеної жорсткості. Пат. України № 44322; опубл. 25.09.09 р., Бюл. № 18.
- Головко Л. Ф., Скуратовський А. К. Спосіб змащування контактуючих поверхонь важконавантажених вузлів тертя. Пат. України № 37374; опубл. 25.11.08 р., Бюл. № 22.
- Скуратовський А. К. Машина тертя для випробовування матеріалів в умовах абразивного спрацьовування. Пат. України № 14682; опубл. 15.05.06 р., Бюл. № 5.